# Trần Xuân Vinh
Trần Xuân Vinh (sinh năm 1969) là đại biểu Quốc hội Việt Nam khóa 13, thuộc đoàn đại biểu Quảng Nam.
Ngày sinh: 3/3/1969
Giới tính: Nam
Dân tộc: Kinh
Tôn giáo: Không
Quê quán: Xã Điện Nam Bắc, huyện Điện Bàn, Quảng Nam
Trình độ chính trị: Cao cấp lý luận chính trị
Trình độ chuyên môn: Thạc sĩ Kinh tế; Cử nhân Luật
Nghề nghiệp, chức vụ: Tỉnh ủy viên, Phó Trưởng đoàn chuyên trách Đoàn ĐBQH tỉnh Quảng Nam khóa XIII, Ủy viên Uỷ ban Đối ngoại của Quốc hội, Ủy viên Ban thường vụ Đảng ủy Khối các cơ quan tỉnh Quảng Nam
Nơi làm việc: Văn phòng Đoàn ĐBQH và HĐND tỉnh Quảng Nam
Ngày vào đảng: 27/12/1996
Nơi ứng cử: Quảng Nam
Đại biểu Quốc hội khoá: XIII
Đại biểu chuyên trách: Địa phương
Đại biểu Hội đồng Nhân dân: Không